# ماتسییوو (استان اوپوله)
ماتسییوو (به لهستانی: Maciejów) یک منطقهٔ مسکونی در لهستان است که در گمینا کلوچبورک واقع شده‌است. ماتسییوو ۱۸۰ نفر جمعیت دارد.